# Tina Bregant
Tina Bregant (rojena Marolt), slovenska zdravnica, političarka, univerzitetna predavateljica, * 16. november 1975, Ljubljana
Je svetnica Mestne občine Ljubljana v svetniškem klubu samostojnih svetnikov. Na lokalnih volitvah 2022 je kot kandidatka SLS in stranke Naša dežela za položaj ljubljanske županje dobila 5.033 od 89.405 glasov. V času vlade Janeza Janše je leta 2020 nekaj mesecev opravljala delo državne sekretarke na ministrstvu za zdravje, nato je bila tam vodja kabineta.
Je specialistka pediatrije ter fizikalne in rehabilitacijske medicine. Doktorirala je leta 2013 s področja neonatalne encefalopatije z nalogo Vpliv hipoksično-ishemične encefalopatije na kakovost življenja v adolescenci. Zaposlena je v ambulanti zavoda CIRIUS Kamnik kot pediatrinja in fiziatrinja.
Napisala je knjigo Vznemirljivo potovanje po razvijajočih se možganih ,ki je zanimiva kombinacija znanstvene monografije s področja nevroznanosti in praktičnega priročnika o vzgoji otrok, ki celostno obravnava številne vidike razvoja otroka in njegovih možganov: od spočetja do pubertete. Knjiga je bogat vir informacij in znanja za vse, ki jih zanima otrokov razvoj. Kot je v knjigi zapisala dr. Dušanka Mičetič Turk, dr. med., avtorica odkritja o razvoju, rasti in zorenju možganov bistroumno prepleta s potrebami odraščajočega otroka in s koristnimi nasveti staršem in vzgojiteljem ter kot rdečo nit v vseh poglavjih poudarja pomen ljubezni do otroka, ki je conditio sine qua non zdravega razvoja in odraščanja. 

## Delovanje v časupandemije covida-19
7. aprila 2020 jo je vlada Janeza Janše na dopisni seji imenovala za državno sekretarko na ministrstvu za zdravje. Pred tem je bila članica strokovne skupine za zajezitev epidemije in na vladnih novinarskih konferencah je predstavljala pravilno uporabo zaščitne maske in stališča Mladih zdravnikov Slovenije.
Kot državna sekretarka je zagovarjala nošenje maske tudi za posameznike izven skupin z razlago, da z govorom in športno dejavnostjo nastajajo oblaki kapljic in da je v tem aerosolu tudi virus, kar ostane v ozraku in na površinah. Maske je videla tudi kot spodbudo kadilcem k prenehanju kajenja.
Novembra 2020 je zdravstveni minister Tomaž Gantar predlagal njeno razrešitev zaradi »izgube zaupanja«. Očitano ji je bilo, da ni sklicevala Gantarjeve posebne strokovne skupine za pomoč pri obvladovanju epidemije in da je na tiskovnih konferencah dajala izjave, neusklajene z ministrstvom in pogosto napačne. Najprej so jo hoteli zamenjati z Urošem Priklom iz DeSUS-a, ki so mu očitali nepravilnosti pri nabavi nemedicinskega materiala na UKC-ju Ljubljana. Na njeno mesto je vlada 30. novembra 2020 na dopisni seji imenovala epidemiologinjo Marijo Magajne, vršilko dolžnosti generalnega direktorja direktorata za zdravstveno varstvo na ministrstvu za zdravje. Nad razrešitvijo Bregantove je javno nezadovoljstvo izrazila Aleksandra Pivec.
Po Gantarjevem odstopu, ko je zdravstveni resor prevzel Janša, se je Bregantova vrnila na ministrstvo kot vodja kabineta.
O svojem družinskem življenju v čase pandemije je leta 2020 dejala, da niso imeli mask in rokavic, da so kvas kupili samo za potico in da je nekaj mask sešila njena srednja hči.

## Dodiplomsko šolanje
Hodila je na OŠ Ledina (1982–1990). Leta 1994 je opravila mednarodno maturo na Gimnaziji Bežigrad. Leta 2002 je diplomirala na Medicinski fakulteti v Ljubljani. Prakso je opravljala v Avstriji, Švici in Romuniji (Elektiv – študentski program izmenjav v Craiovi med 1. julijem in 31. avgustom 1997: VEP pri pacientih z multiplo sklerozo).
Na medicinski fakulteti se je morala na začetku navaditi učenja na pamet precejšnje učne snovi, ker naj bi se na gimnaziji naučila, da mora razmišljati s svojo glavo in ne nekritično sprejemati vsega, kar prebere ali sliši. Nad nevrologijo jo je v četrtem letniku navdušil seminar dr. Dimitrija Krajnca. Ob neki drugi priložnosti je povedala, da je že pred vpisom na študij vedela, da si želi postati raziskovalka - nevroznanstvenica.

## Zdravniška kariera in nadaljnje izobraževanje
Leta 2002 je začela delati v UKC Ljubljana, leto kasneje je pridobila specializacijo iz pediatrije. Po opravljenem sekundarijatu se je leta 2003 kot mlada raziskovalka zaposlila na Kliničnem oddelku za otroško, mladostniško in razvojno nevrologijo ljubljanske Pediatrične klinike. Med 1. novembrom 2005 in 31. marcem 2006 je bila prek sklada Ad Futura mlada raziskovalka s področja neonatalne encefalopatije na pediatričnem in MR oddelku v londonski bolnišnici Hammersmith.
Od leta 2013 je v Zdravstvenem domu Medvode delala kot specialistka pediatrije in doktorica znanosti s področja otroške nevrologije. Na Univerzitetnem rehabilitacijskem institutu - URI Soča, kjer je delala med letoma 2015 in 2018, je opravila dodatno specializacijo s področja fizikalne in rehabilitacijske medicine. Leta 2018 je postala višji specialist pediater v CIRIUS Kamnik.

### Poučevanje
Predava na ljubljanski medicinski fakulteti, fakulteti za šport, pedagoški fakulteti in Fakulteti za zdravstvo Angele Boškin (soizvajalka predmeta Pediatrija na I. stopnji). Imela je seminarje na GEA College. Je članica odbora za kakovost in varnost pri Zdravniški zbornici Slovenije in članica uredniškega odbora mednarodne revije Frontiers (področje pediatrije, nevrologije, razvojne pediatrije).
Vključena je v javnozdravstvene programe Nacionalnega Instituta za javno zdravje (NIJZ), ki spodbujajo zdravje in bolj zdrav življenjski slog otrok in mladostnikov: od najnežnejšega obdobja dojenčka  do gibanja in preventive debelosti do blaženja otrokovih stisk v programih rejništva in obremenjujočih izkušenj v otroštvu.
Dr. Bregantova spodbuja umetnost in ustvarjalnost in si prizadeva za vključevanje umetnosti v delo z otroki in mladostniki, saj meni, da je umetnost pomembna za otrokov razvoj.

### Družinsko svetovanje in trditve o možganih najstnikov
Imela je seminarje pri družinski svetovalnici Familylab po naukih Jesperja Juula, ki ga je spoznala po vrnitvi iz Velike Britanije. Svoje poglede predstavlja tudi na predavanjih.
V Dnevnikovi debati o možnosti spusta najnižje starosti za udeležbo na volitvah na 16 let je dejala, da imajo najstniki sposobnost abstraktnega mišljenja, da pa še nimajo zrelega čelnega režnja, ne razmislijo, preden spregovorijo, ne razmišljajo o posledicah in nasprotujejo splošno sprejetim družbenim normam. Dodala je še, da so volitve družbeni konstrukt, da so ženskam odrekali volilno pravico z biološkimi dejstvi, da je nižanje starosti za volilno pravico enako dosmrtni volilni pravici in da gre torej za družbeni dogovor, ki ne pove veliko o načinu ali zrelosti razmišljanja volilca.

## Politika
Nasprotuje oznaki »zdravniki dvoživke«, ker se ji to zdi demoniziranje in ker da imajo tudi snažilke pravico čistiti v različnih ustanovah.
»Tako kolegi iz zdravstva kot iz politike jo opisujejo kot dobro komunikatorko ter delovno, odločno in izredno ambiciozno osebo.«
Sodelovala je pri refrendumih, kjer je zagovarjala paliativno oskrbo in bila proti evtanaziji.
Redno opozarja na problematiko ekološko spornega in tveganega kanala CO ter se bori za čisto, pitno vodo v Ljubljani.

### Državnozborske volitve 2022
Pred kandidaturo za položaj ljubljanske županje je bila v okraju Šentjur kandidatka za poslanko na listi Povežimo Slovenijo. Dobila je 589 glasov, zmagala je ponovno izvoljena Jelka Godec (SDS) s 4.299 glasovi.

### Mestni svet Mestne občine Ljubljana
Je članica uredniškega odbora glasila Ljubljana, odbora za zdravje in socialno varstvo, odbora za zaščito, reševanje in civilno obrambo ter komisije za mednarodne odnose. Do oktobra 2023 je bila po oceni projekta Parlameter prisotna na 58% glasovanjih sej občinskega sveta.

### Protestni shodi
17. maja 2023 je bila na slovesnosti ob Nacionalnem dnevu spomina na žrtve komunističnega nasilja na Trgu Republike v Ljubljani. Sodelovala je pri »5. velikem shodu PROTI Jankovićevemu nasilju, ZA zdravnike in ZA čisto pitno vodo«, ki ga je 26. junija 2023 organiziral Aleš Primc pred ljubljansko Mestno hišo.
Bila je govornica na 7. vseslovenskem shodu upokojencev v organizaciji Društva Inštitut 1. oktober (njegov zastopnik je Pavel Rupar) in iniciative Glas upokojencev Slovenije, ki je bil 6. septembra 2023 na Trgu Republike v Ljubljani. Na njem je izrazila nasprotovanje zakonskemu predlogu evtanazije in kritiko vladajočih češ da ne znajo upravljati z denarjem, kar naj bi bil pravi razlog za prihajajočo težko jesen in ekonomsko zelo zahtevne čase, ne pa pomanjkanje pridnosti Slovencev.

### Kandidatura za predsednico SLS
Na izrednem kongresu stranke SLS, ki je potekal 26. aprila 2025, je bila Tina Bregant izvoljena za predsednico stranke, potem ko sta se dotedanji predsednik Marko Balažic in druga kandidatka, nevrobiologinja Nina Strah odpovedala kandidaturi. Njeno kandidaturo je podprl tudi nekdanji evroposlanec stranke Franc Bogovič.

## Televizija
S hčerama Brino in Taro je leta 2020 ustvarila rubriko o koronavirusu za mladinsko oddajo Izodrom na TV SLO. Sodelovala je pri rekordu Borisa Tomašiča, ki je na kanalu Nova24TV vodil najdaljšo pogovorno oddajo v zgodovini. Večkrat je gostovala v oddaji Faktor na TV3 Slovenija.
Intervju z njo je opravil voditelj Dr. Jože Možina. Izpostavil jo je kot izjemno zdravnico, znanstvenico in predavateljico, ki jo je iskrena skrb za sočloveka pripeljala tudi v javno življenje in politiko.

## Družina
Je najstarejši otrok pokojnega zgodovinarja Janeza Marolta. Ima enega brata in sestro. Tudi njena mama je zdravnica. Živi v Ljubljani. Z možem ima tri otroke, Bora, Brino in Taro. Veliko sta potovala po Evropi. Leta 1997 sta se kot fant in dekle peljala na Kitajsko s katrco.

## Kritike
Ginekologinja Sabina Senčar je na Bregantovo naslovila javno pismo, v katerem se je obregnila ob njeno trditev, da lahko virus kot brez gostitelja preživi nekaj ur. Idejo o lebdečem virusu, ki čaka na nedolžnega sprehajalca s psom, je označila za znanstveno fantastiko in traparijo.
Bloger Boris Vezjak jo je označil za »Janševo izbranko«, »ki je z Ernestom Petričem in drugimi napolnila vrste...« koalicije Povežimo Slovenijo, »...tega satelitskega gibanja«. Njeno zavzemanje za vključevanje proticepilcev se mu je zdelo zavajajoče, le način, kako jih prepričati v cepljenje.
Jasno Arko s Primorskih novic je zmotilo navodilo Bregantove, da lahko z ostarelimi v rdečih conah in bolniki na covid oddelkih lahko delajo asimptomatsko okuženi, saj naj bi se tako okužili ostali sodelavci, kar naj bi poslabšalo kadrovsko stisko. Očitala ji je še, da se je kot državna sekretarka v premočrtni ambicioznosti večkrat zapletla v polemike z več uglednimi zdravniki, ki so njene odredbe ocenili za strokovno sporne.
Neimenovan pisec na spletnem portalu Svet24.si se je posmehoval njenemu izstopu iz deklarirano apolitičnega združenja Mladih zdravnikov, da bi lahko opravljala delo državne sekretarke, češ da, tako kot Miro Cerar, »ni jamrala, temveč je našla rešitev.«. Ni se mu zdelo naključje, da ji je tednik Družina namenil obsežen članek dva dneva pred imenovanjem.

### Dnevnik
Časnik Dnevnik jo je videl kot del vladnega prevzema NIJZ. Vlada je namreč odstavila v.d. direktorja NIJZ Ivana Eržena, ki je nasprotoval zaostritvam ukrepov v času pandemije covid-19, NIJZ pa je na splošno nasprotoval nošenju mask, medtem ko sta vidni predstavnici Mladih zdravnikov, Bregantova in anesteziologinja Polona Gams, te zagovarjali. Zdravniška zbornica Slovenije, Slovensko zdravniško društvo in sindikat Fides so se od Mladih zdravnikov distancirali. Mateja A. Hrastar je v Dnevnikovi kolumni zapisala, da je Bregantova postala državna sekretarka zaradi Janši všečnih izjav o maskah.

### Necenzurirano.si
Spletni portal Necenzurirano.si je kritiziral Bregantovo, ko je ta odšla na oddajo Odmevi kljub svoji samoizolaciji ter tako kršila priporočila NIJZ. Trdil je, da Janša blokira njeno odstavitev in da Aleksandra Pivec upravlja umazano delo zanj, ko izraža podporo Bregantovi.